# Авангард SLV-5
Авангард SLV-5 (англ. Vanguard SLV 5) — американский спутник серии «Авангард». В ходе запуска вторая ступень ракеты Авангард повредилась при отделении, и аппарат не смог выйти на орбиту.